# الكهف الأزرق
الكهف الأزرق بايطاليا أو مغارة «أزارو» هي مصدر الجذب السياحي الأكبر في «كابري» بايطاليا، وهي عبارة عن كهف نصف مغمور بالمياه مضاء بضوء أزرق غريب.
في العصر الروماني كان يقال إن الكهف مأوى الشياطين والحوريات وغرباء الأطوار، لكن الضوء الأزرق في الحقيقة بسبب انعكاس ضوء الشمس على فتحة قريبة من سطح البحر، ويعتبر أفضل وقت لزيارة الكهف هو الظهر عندما تبدأ الشمس في السطوع على باب الكهف.
ويصل طول الكهف إلى 50 مترًا تقريبًا وعرضه 30 مترًا، أما مدخل الكهف فيتكون من فتحة مربعة الشكل تبلغ مترين في الجدار الصخري. أما الجزء الداخلي من الكهف، والمعروف باسم الدومو (الكاتدرائية)، فيبلغ ارتفاعه حوالي 144 مترًا؛ ويصل عمق المياه تحته إلى 133 مترًا.

## مواضيع ذات صلة
- قائمة أطول كهوف العالم
- صواعد الكهوف ونوازل الكهوف
- سورة الكهف
- كهف الماموث.
- كهف أتا
- كهف تويفيلزهوله
- كهف بحري